# Vitale Candiano
Vitale Candiano (zm. 979) – doża Wenecji od 978 do 979.